# 大迫倫子
大迫 倫子（おおさこ りんこ、1915年1月22日 - 2003年10月4日）は、日本の作家。
米国生まれ。父は宮崎市長を務めた大迫元繁。成女高等女学校卒業後、『婦人画報』編集部に勤務、1940年、10代のころから書きためた文章を東京市港湾局長だった父が偕成社に持ち込み、『娘時代』として刊行されるとベストセラーとなり、続けて『娘の真実』を出してこれも売れるが、内容が自由主義的過ぎるというので絶版とされる。1942年から中支（華中）に宣撫班として従軍。戦後も作家活動を続けた。

## 著書
- 娘時代 偕成社 1940年
- 娘の真実 偕成社 1940年
- 弟征く 全国書房 1942年
- 三十代の女 真珠社 1950年
- 異郷 ダヴィッド社 1951年
- モデルはあなた 学風書院 1954年 (学風新書)
- 女の欲望 鱒書房 1955年 (コバルト新書)
- 愛と死と幸福の行方 文学作品の女主人公と共に 光の友社 1955年 (スピカ叢書)
- 娘ごころ 北辰堂 1956年
- 偽善の貞節 新陽社 1956年 改題「女性の倫理」虎書房 1957年
- 廿歳かくて逢い別れ来し 学風書院 1957年
- 男性 この愛すべきもの 学風書院 1958年

## 復刊
- 娘時代 鉱脈社 1998年 (みやざき21世紀文庫)